# Đại hội Thể thao Thế giới 2025
Đại hội Thể thao Thế giới 2025 sẽ là Đại hội Thể thao Thế giới lần thứ 12,  là đại hội thể thao dành cho các môn không được thi đấu trong Thế vận hội. Đại hội được tổ chức từ ngày 7 đến ngày 17 tháng 8 năm 2025 tại Thành Đô, Tứ Xuyên, Trung Quốc. Đây là lần đầu tiên được tổ chức theo các hướng dẫn do báo cáo chiến lược "Tăng trưởng vượt trội", lần thứ ba được tổ chức tại Châu Á và là lần đầu tiên quốc gia này đăng cai tổ chức Đại hội Thể thao Thế giới. Sự kiện này sẽ quay trở lại chu kỳ 4 năm truyền thống sau khi Đại hội Thể thao Thế giới 2021 tại Birmingham bị hoãn đến năm 2022 do đại dịch COVID-19.

## Quy trình đấu thầu
La Cường, Thị trưởng Thành Đô, đã ký Thỏa thuận Tổ chức Đại hội Thể thao Thế giới 2025, với sự chứng kiến của Phó Chủ tịch IOC và Ủy ban Olympic Trung Quốc. Chủ tịch José Perurena đã ký thay mặt Hiệp hội Đại hội Thể thao Thế giới Quốc tế (IWGA).

## Đại hội

### Môn thể thao
34 môn thể thao, bao gồm 60 nội dung thi đấu và 253 huy chương, đã được chọn cho Đại hội Thể thao Thế giới 2025.Lần đầu tiên, đua thuyền máy và nhảy cổ vũ sẽ được đưa vào thi đấu tại Đại hội Thể thao Thế giới. Trong lĩnh vực thể thao dành cho người khuyết tật, lặn tự do dành cho người khuyết tật và ju-jitsu dành cho người khuyết tật sẽ lần đầu tiên xuất hiện.Ba môn thể thao đã có mặt trong tất cả các kỳ Đại hội Thể thao Thế giới trước đây đều bị loại khỏi chương trình năm 2025: bowling, trượt nước và trượt patin nghệ thuật. Thể thao điện tử cũng sẽ được giới thiệu như một phần trong quan hệ đối tác giữa IWGA và Liên đoàn thể thao điện tử Thế giới. Sumo, ban đầu ra mắt tại Đại hội Thể thao Thế giới 2001, đã bị hủy bỏ do các vấn đề trong quá trình thi đấu tại Đại hội Thể thao Thế giới 2022.
- Thể thao hàng không (1)

- Bắn cung (7)

- Bóng ném bãi biển (2)

- Bi-a
  -  Carom (2)

- -  Pool (3)

- -  Snooker (2)

- Bi sẳt (6)

- Đua thuyền
  -  Canoe marathon (4)

- -  Canoe polo (2)

- -  Đua thuyền truyền thống (6)

- Nhảy cổ vũ (1)

- Khiêu vũ thể thao (4)

- Hai môn phối hợp (3)

- Fistball (2)

- Bóng bầu dục giật cờ kiểu Mỹ (1)

- Bóng sàn (2)

- Đĩa bay (2)

- Gymnastics
  -  Thể dục nhào lộn (5)

- -  Thể dục aerobic (4)

- -  Parkour (4)

- -  Giàn nhún (6)

- Nhu thuật (19)

- Karate (12)

- Kickboxing (12)

- Korfball (2)

- Lacrosse (1)

- Lifesaving (16)

- Muay Thái (6)

- Thể thao định hướng (5)

- Đua thuyền máy (3)

- Cử tạ (16)

- Bóng vợt (3)

- Patin thể thao
  -  Trượt patin tự do (4)

- -  khúc côn cầu trên giày Patin (1)

- -  Trượt patin tốc độ đường trường (8)

- -  Trượt patin tốc độ (10)

- Sambo (11)

- Bóng mềm (2)

- Leo núi thể thao (6)

- Bóng quần (2)

- Kéo co (3)

- Thể thao dưới nước
  -  Lặn (16)

- -  Freediving (9)

- Lượt ván nước (6)

- Wushu (12)